# Huhtasuo
Huhtasuo est un  district de Jyväskylä en Finlande.

## Description
Huhtasuo comprend les quartiers suivants: Kangasvuori et Huhtasuo.

## Lieux et monuments

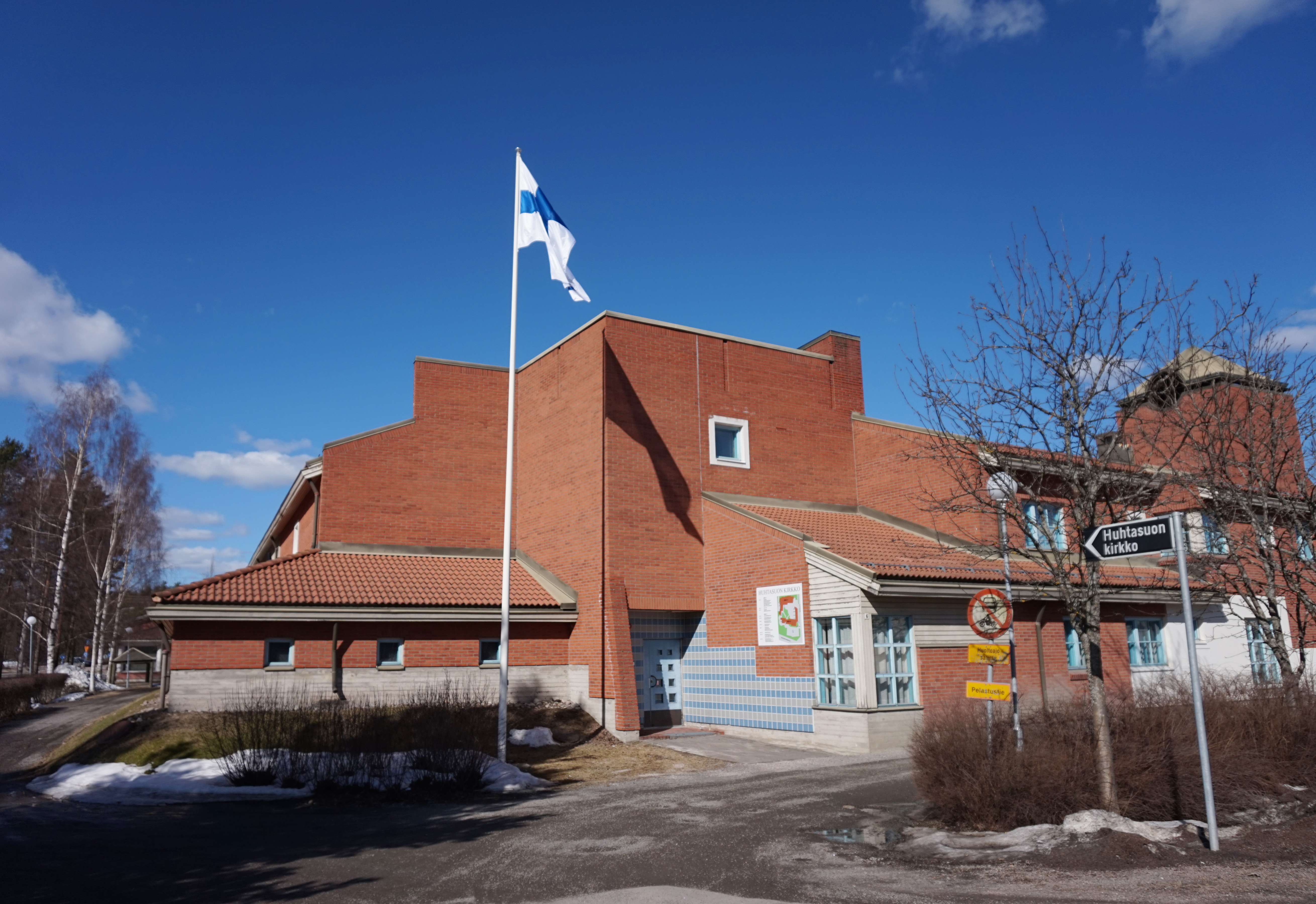
Église de Huhtasuo.
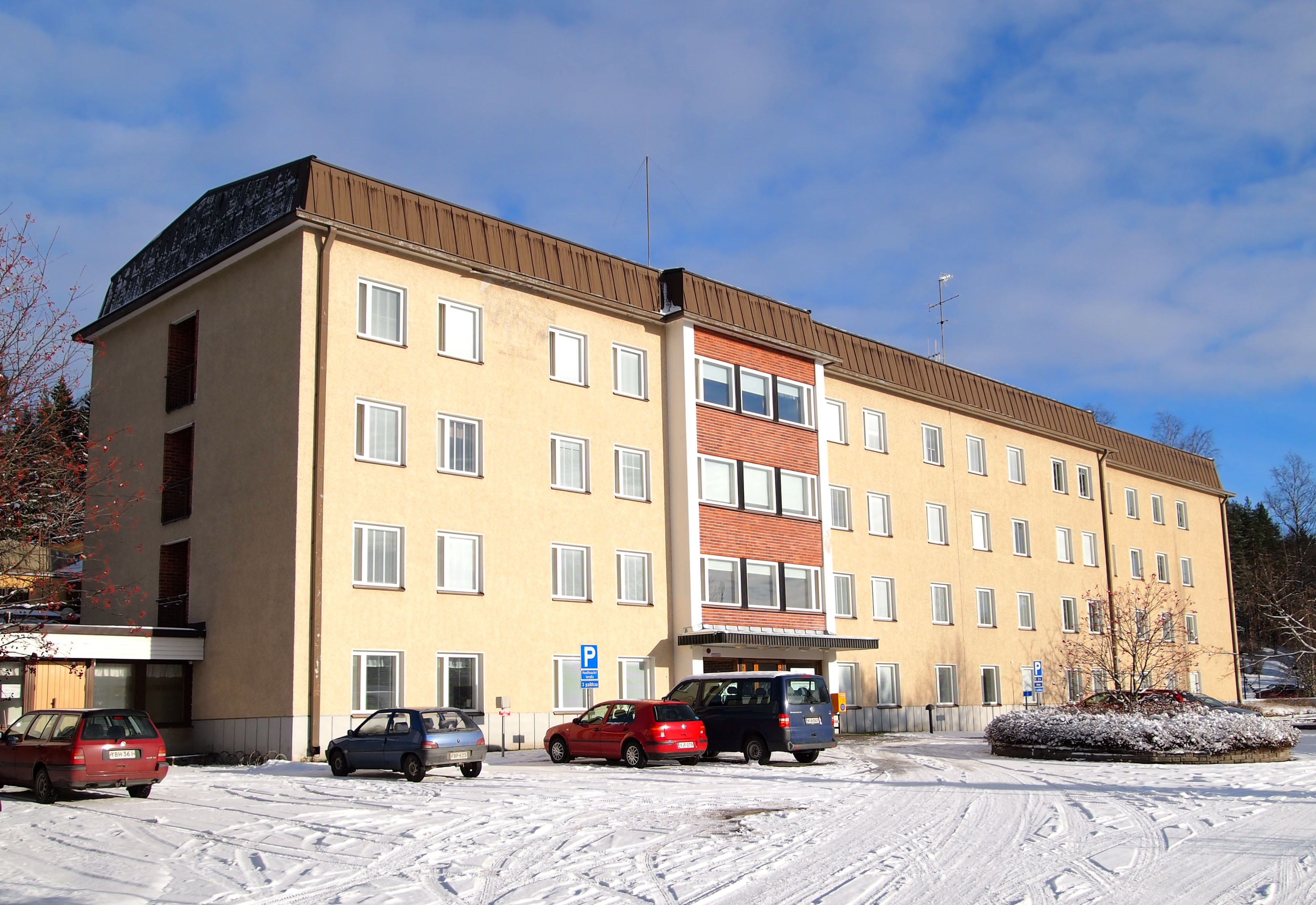
Hôpital de Kangasvuori.